# Postadresse: 2640 Schlöglmühl
Postadresse: 2640 Schlöglmühl ist ein Dokumentarfilm von Egon Humer, in dessen Mittelpunkt das Schicksal der Einwohner des Ortes nach der Schließung der dortigen Papierfabrik in den 1980er Jahren steht. 

## Inhalt
In der Dokumentation werden die Folgen des Konkurses der Papierfabrik von Schlöglmühl (Niederösterreich) für die Bewohner des Ortes und der näheren Umgebung thematisiert. Im Dezember 1982 wurde der Betrieb geschlossen. Annähernd 270 Beschäftigte verloren dadurch ihren Arbeitsplatz. Viele ehemalige Arbeiter verfielen aus Perspektivlosigkeit dem Alkoholismus oder litten unter Depressionen oder Melancholie. 
Zudem werden die Proteste gegen die Schließung und die erfolglosen Bemühungen um eine größere Öffentlichkeit und eine politische Lobby gezeigt. Dabei kommen ausschließlich Betroffene zu Wort.

## Kritik
Der Journalist Bert Rebhandl bezeichnete Postadresse: 2640 Schlöglmühl als ein „Meisterwerk des österreichischen Dokumentarfilms“. Er zeige „ein Arbeitermilieu, dem man die Arbeit genommen hat, aber nicht die entfremdeten Strukturen“.

## Veröffentlichung auf DVD
Der Film wurde 2006 als DVD 46 in die erste Staffel der DVD-Edition Der österreichische Film der Zeitung Der Standard aufgenommen.